# Georges Polet
Georges Hyacinthe Polet (Hermalle-sous-Argenteau, 2 augustus 1853 - Fexhe-Slins, 25 december 1935) was een Belgisch volksvertegenwoordiger en senator.

## Levensloop
Van 1882 tot 1904 was Polet provincieraadslid voor de provincie Luik en van 1910 tot 1921 was hij gemeenteraadslid van Fexhe-Slins.
In 1904 werd hij verkozen tot katholiek volksvertegenwoordiger voor het arrondissement Luik en vervulde dit mandaat tot in 1919. Hij was vervolgens provinciaal senator van 1921 tot 1932. 